# Torre BankBoston
La Torre BankBoston es un edificio de oficinas de estilo moderno, ubicado en el barrio de Retiro, en Buenos Aires, Argentina.
Es la segunda obra de César Pelli en esta ciudad. A diferencia del Edificio República –su primera edificación en Buenos Aires– que coincide con la trama urbana de la ciudad, esta torre resulta inevitablemente distinguible en el skyline de la capital.
El estudio del arquitecto Mario Roberto Álvarez y Asociados prestó asesoramiento sobre la implantación en el terreno de acuerdo al Código.

## Situación

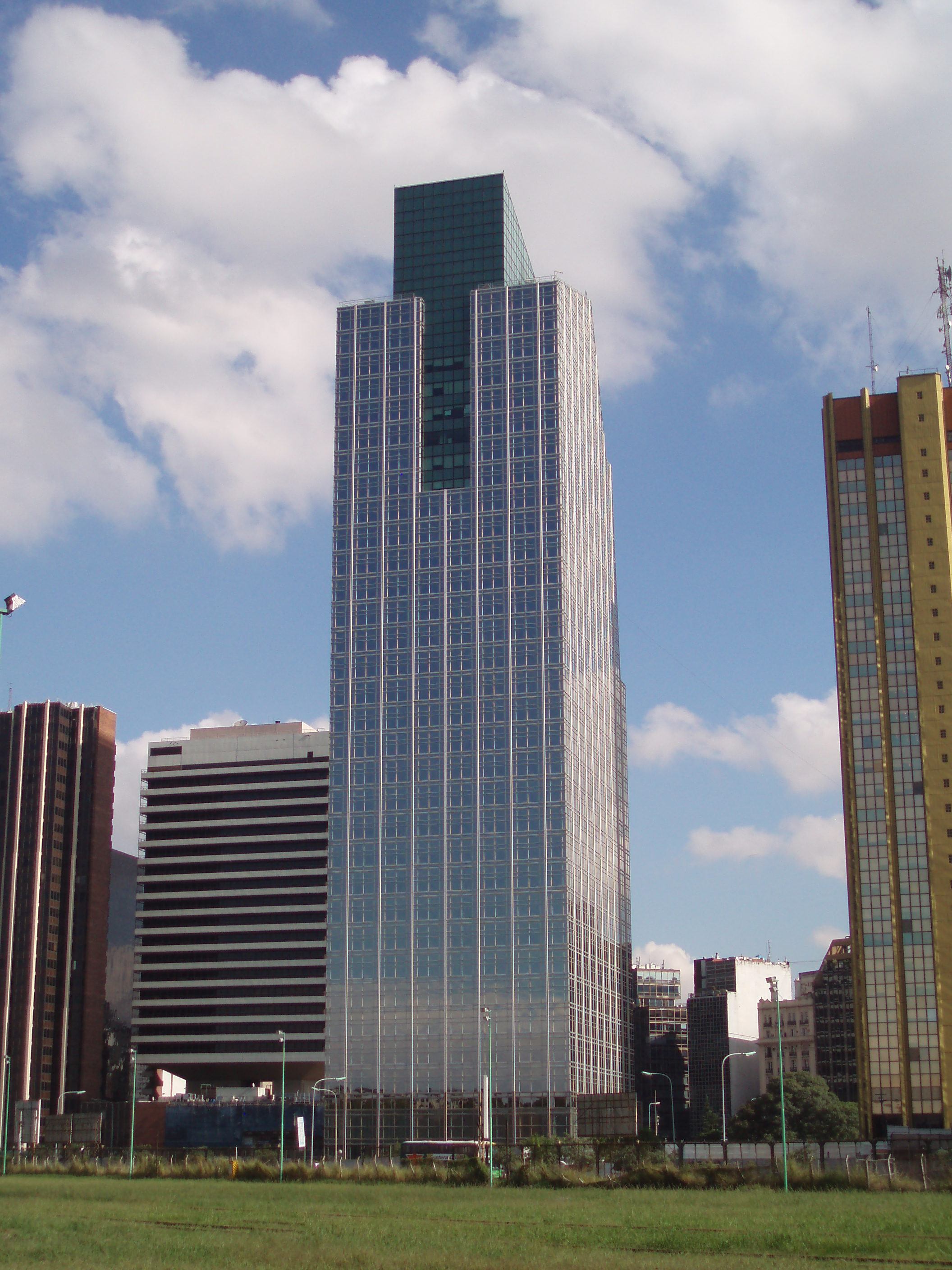
Vista desde Dársena Norte.

Se ubica en la zona de Catalinas Norte. Según las normas establecidas en el distrito, las construcciones son prismas implantados en el terreno, separados entre sí. Esta zona no forma parte de la trama urbana tradicional de la ciudad.
Se encuentra muy cerca del río, el micro centro y Puerto Madero.

## Concepto
El edificio se alza como un volumen totalmente vidriado, muy simple que se transforma en un elemento escultórico a medida que gana altura.
Tiene dos frentes distintos: uno hacia la ciudad y la avenida Leandro N. Alem, y otro hacia el río y la avenida Madero. Tres de sus caras son planas. La cuarta, que da a la ciudad, cuenta con una serie de retiros en distintos pisos y planos levemente inclinados. Esto crea una fachada escalonada que busca contrastar con los volúmenes simples de los edificios vecinos.
Un elemento que destaca en la torre es el remate. Su forma provoca que cada cara tenga un perfil distinto. El color de sus vidrios también contrasta con los usados en el resto del edificio.
La torre íntegramente vidriada, en un gesto en el que parece querer alcanzar el cielo, deja de ser un simple prisma para transformarse en un hito urbano.
La marca del arquitecto se refleja también en el diseño del curtain wall o muro cortina que recubre todas las fachadas del edificio.
El arquitecto ideó una trama de perfiles metálicos y los combinó con un vidrio reflejante más claro que el de los edificios vecinos, conformando una torre con una imagen dinámica que cambia según los reflejos y la luz disponible. La trama metálica bidireccional está formada por mullions de aluminio anodizado horizontales y verticales con forma de media caña de distintas secciones.
Otro de los puntos de diseño se refiere a la escala humana del edificio. Esto se refleja en las proporciones del muro cortina que se aprecia también desde el interior. A su vez, las plantas tienen 3.70 metros de altura de piso a piso terminado por lo que quedan ambientes de altura apreciable.

## Ahorro energético
El sistema de acondicionamiento de aire tiene unidades centrales y de toma de aire exterior en el piso 16, donde se encuentran las salas de máquinas. En el balcón de ese nivel, en el primer retiro de la fachada sur, está ubicado el ingreso de aire libre de toda contaminación provocada por el tránsito. Además, un ciclo economizador sirve para evitar un gasto innecesario de energía cuando el clima lo permite.
Fue inaugurada en el año 2001, con la presencia del entonces presidente Fernando de la Rúa. El 30 de junio de 2005 se inauguró el mural "Homenaje a Buenos Aires" de Guillermo Roux, ubicado en el vestíbulo del edificio. Los interiores corporativos fueron diseñados por el estudio de arquitectura Hampton-Rivoira, que trabajó también en un buen número de nuevas sucursales, y la restauración del viejo Banco de Boston.